# Świętosław Suronja
Świętosław Suronja (zm. po 1026 roku) – król Chorwacji w latach 997–1000 z dynastii Trpimirowiczów. Syn Stefana Držislava, brat Krzesimira i Gojsława. 

## Panowanie
Świętosław objął tron jako najstarszy syn Stefana Držislava w 997 roku. Początek jego panowania był burzliwy, gdyż momencie objęcia tronu terytorium Królestwa Chorwacji ograniczało się do Dalmacji i Hercegowiny, a w obliczu rosnącej w siłę Wenecji położenie Chorwacji stało się niezwykle trudne. Na dodatek bracia Świętosława rozpoczęli rozmowy z władcą państwa bułgarskiego, które miały doprowadzić do zbrojnej interwencji Bułgarii na tereny Królestwa Chorwacji i ostatecznie do obalenia dotychczasowego chorwackiego króla. Rozgorzała wojna domowa pomiędzy siłami wiernymi królowi oraz buntownikami pod wodzą Gojsława i Krzesimira. Car Bułgarii Samuel Komitopul, niechętny wobec sojuszu bizantyńsko-chorwackiego, przystał na propozycję braci Świętosława i w 998 roku zaatakował Królestwo Chorwacji. Wojska bułgarskie w szybkim czasie zajęły większą część państwa Świętosława.
Kolejny cios przyszedł ze strony miast dalmackich niezadowolonych z poczynań Świętosława, który wysłał swoje oddziały w celu łupienia miast w Dalmacji. Jesienią 999 roku wysłano poselstwo do doży Piotra II Orseolo proszące o pomoc. Będąc świadomym niestabilnej sytuacji w regionie, Świętosław posłał swego syna Stefana jako zakładnika na dwór wenecki. Nadzieje Świętosława na uspokojenie nastrojów w Dalmacji było iluzoryczne, gdyż w 1000 roku doża wenecki przystał na prośbę dalmackich miast i rozpoczął tam kampanię wojenną. W szybkim czasie podbił większość jej terytoriów. 
W tym samym roku Świętosław został ostatecznie pokonany przez swych braci i abdykował.

## Wygnanie
W 1000 roku po abdykacji Świętosław udał się na wygnanie do Wenecji. W 1026 roku uciekł ze swym synem Stefanem do Węgier. Władzę w Chorwacji przejęli zwycięzcy Gojsław i Krzesimir, którzy współrządzili Chorwacją. W wyniku wyniszczającej wojny domowej Chorwacja była osłabiona, a konflikty z Wenecją pomimo abdykacji Świętosłąwa trwały nadal.
Nieznana jest data śmierci króla Świętosława, zatem należy przyjąć, iż zmarł po 1026 roku na wygnaniu.

## Przydomek
Świętosław miał przydomek „Suronja”, co miało nawiązywać do jego wyglądu i charakteru, gdyż dosłowne tłumaczenie przydomku brzmi ciemny (w odniesieniu do karnacji), bądź chłodny (w odniesieniu do charakteru). Niektórzy historycy twierdzą, iż przydomek ten należał tak naprawdę do jego brata i jednocześnie jednego z królów chorwackich, Krzesimira III.